# アブドゥル・ファタウ・イサハク
アブドゥル・ファタウ・イサハク（Abdul Fatawu Issahaku, 2004年3月8日 - ）は、ガーナのプロサッカー選手。ガーナ代表。レスター・シティFC所属。ポジションはミッドフィールダー、フォワード。

## 経歴

### クラブ
2019年、ガーナのディヴィジョン・ワン・リーグのステッドファストでキャリアをスタートさせた。デビューシーズン、13試合で8ゴール5アシストと、ガーナで最も才能のある若手選手のひとりとして活躍していたが、COVID-19の流行により、リーグは中断を余儀なくされた。
2シーズン目はリーグ戦14試合に出場し、12ゴール12アシストを記録。8試合でマン・オブ・ザ・マッチに選ばれた。2021年10月、ガーナ・プレミアリーグのドリームズに期限つきで移籍。ガーディアンの「ネクスト・ジェネレーション2021」にも名を連ね、「この世代で最高のアフリカの有望選手」と評された。
2022年4月、5年契約でポルトガルのスポルディングCPに移籍。スポルディングCPからの移籍金は60,000,000ユーロに設定された。リヴァプール、レヴァークーゼンも獲得に動いていたと報じられている。正式契約に先立って2月からクラブに合流し、23歳以下のチームで練習に参加していた。FIFAの規定で、プロ選手として国外移籍ができるのは18歳以上の選手に限られているためである。
2022-23シーズン開幕前、練習やツアーでトップチームに帯同していた。ベルギーのロイヤル・ユニオンとのプレシーズンマッチにも出場し、新シーズンに向けてのチーム作りに含まれていた。
8月7日、シーズン開幕のブラガ戦のメンバーに登録され、ベンチ入りした。13日、第2節のリオ・アヴェ戦でフランシスコ・トリンコンに代わって80分から途中出場し、デビューを果たした。
2023年8月31日、EFLチャンピオンシップ所属レスター・シティFCに期限付き移籍した。
9月2日、ハル戦に途中出場しクラブデビューを果たす。
10月21日のスウォンジー戦にてクラブ初得点を記録する。
2024年4月24日、勝てばプレミアリーグへの自動昇格圏内が確定するサウサンプトン戦にてプロキャリア初のハットトリックを達成した。
リーグ戦2桁アシストを達成し、クラブの最優秀若手賞を受賞した。
2024年7月16日、レスター・シティFCがプレミアリーグに昇格したことで買取義務条項が発動し、5年契約での完全移籍が発表された。
8月19日のトッテナム戦にてプレミアリーグデビュー。
11月下旬、ガーナ代表としてアンゴラとの試合中にて前十字靭帯を損傷し、シーズンアウトの長期離脱を余儀なくされた。

### 代表
2018年、U-17代表に初招集された。このチームは大会で決勝戦まで勝ち進んだが、PK戦でナイジェリアに敗れ、ファタウもその際にPKを失敗した。
2020年にはU-17代表のキャプテンを務め、アフリカ U-17ネイションズカップの予選を戦った。この大会ではナイジェリアと引き分けた試合で、同点につながるPKを獲得している。コートジボワール戦ではアシストを記録したが、1-3で敗れた。
その活躍が評価され、翌年には16歳ながら飛び級でU-20代表に昇格し、アフリカ U-20ネイションズカップのメンバーに選出された。大会では全4試合に出場し、グループステージで2ゴールを挙げ、史上4度目となる優勝に貢献。また個人としては、大会最優秀選手に選出された。
そのすぐ後にはU-20代表での活躍を評価され、アフリカネイションズカップ2021予選の南アフリカ戦、サントメ・プリンシペ戦に臨むA代表に、チャールズ・アコナー監督から17歳にして初招集を受けた。
ブハラ・アレーナで行われたウズベキスタンとの親善試合にBチームのメンバーとして出場し、直接フリーキックでゴールを挙げた。試合は1-2で敗れたが、ファタウのパフォーマンスは高く評価された。
2021年9月、FIFAワールドカップ予選のジンバブエ戦でA代表初出場。アフリカネイションズカップ2021のメンバーにも選出された。ガーナ代表では最年少、大会全体でも4番目の若さであった。9月27日、ニカラグアとの親善試合で代表初ゴールを記録した。
2022年11月、FIFAワールドカップ・カタール大会のメンバーに選出された。

## 個人成績

### クラブ
2024年11月26日現在
| 所属クラブ              | シーズン | リーグ                 | リーグ | リーグ | カップ戦 | カップ戦 | リーグ杯 | リーグ杯 | 欧州 | 欧州 | その他 | その他 | 合計 | 合計 |
| 所属クラブ              | シーズン | ディビジョン           | 出場   | 得点   | 出場     | 得点     | 出場     | 得点     | 出場 | 得点 | 出場   | 得点   | 出場 | 得点 |
| ----------------------- | -------- | ---------------------- | ------ | ------ | -------- | -------- | -------- | -------- | ---- | ---- | ------ | ------ | ---- | ---- |
| ステッドファスト        | 2019–20  | ガーナ・ディビジョン1  | 13     | 8      | 0        | 0        | —        | —        | —    | —    | —      | —      | 13   | 8    |
| ステッドファスト        | 2020–21  | ガーナ・ディビジョン1  | 14     | 12     | 0        | 0        | —        | —        | —    | —    | —      | —      | 14   | 12   |
| ステッドファスト        | 通算     | 通算                   | 27     | 20     | 0        | 0        | 0        | 0        | 0    | 0    | 0      | 0      | 27   | 20   |
| ドリームズ (loan)       | 2021–22  | ガーナ・プレミアリーグ | 7      | 6      | 0        | 0        | —        | —        | —    | —    | —      | —      | 7    | 6    |
| スポルティング B        | 2022–23  | リーガ3                | 13     | 2      | 0        | 0        | —        | —        | —    | —    | —      | —      | 13   | 2    |
| スポルティング          | 2022–23  | プリメイラ・リーガ     | 6      | 0      | 1        | 0        | 2        | 0        | 3    | 0    | —      | —      | 12   | 0    |
| レスター・シティ (loan) | 2023–24  | チャンピオンシップ     | 40     | 6      | 2        | 1        | 1        | 0        | —    | —    | —      | —      | 43   | 7    |
| レスター・シティ        | 2024–25  | プレミアリーグ         | 11     | 0      | 0        | 0        | 2        | 0        | —    | —    | —      | —      | 13   | 0    |
| 通算                    | 通算     | 通算                   | 104    | 34     | 3        | 1        | 5        | 0        | 3    | 0    | 0      | 0      | 115  | 35   |

1. ↑  UEFAチャンピオンズリーグに2試合出場、UEFAヨーロッパリーグに1試合出場

## 代表歴

### 出場大会
- ガーナ代表
  - 2022 FIFAワールドカップ

### 試合数
- 国際Aマッチ 24試合 2得点（2021年-）[43]

| ガーナ代表 | 国際Aマッチ | 国際Aマッチ |
| 年         | 出場        | 得点        |
| ---------- | ----------- | ----------- |
| 2021       | 2           | 0           |
| 2022       | 12          | 1           |
| 2023       | 1           | 0           |
| 2024       | 9           | 1           |
| 通算       | 24          | 2           |

### 得点
| #  | 年月日        | 開催地                                                      | 対戦国             | 勝敗 | 試合概要                              |
| -- | ------------- | ----------------------------------------------------------- | ------------------ | ---- | ------------------------------------- |
| 1. | 2022年9月27日 | エスタディオ・フランシスコ・アルテス・カラスコ（ スペイン） | ニカラグア         | ○1-0 | 親善試合                              |
| 2. | 2024年6月10日 | ババ・ヤラ・スタジアム（ ガーナ）                           | 中央アフリカ共和国 | ○4-3 | 2026 FIFAワールドカップ・アフリカ予選 |

## タイトル

### クラブ
レスター・シティ
- EFLチャンピオンシップ：2023-24

### 代表
U-20ガーナ代表
- アフリカ U-20ネイションズカップ（2021）[27]

### 個人
- アフリカ U-20ネイションズカップ 最優秀選手（2021）[30]
- アフリカ U-20ネイションズカップ ベストイレヴン（2021）[30]
- ガーナ・プレミアリーグ 月間最優秀選手（2021年11月）[44]
- レスター・シティ 最優秀若手選手賞：2023-24[14]